# 무학자이
무학자이(Muhak Xi)는 대한민국의 경상남도 창원시 마산합포구 교원동에 위치한 고급 대단지 아파트이다. 2008년에 착공하여 2010년 11월에 입주하였다가, 2011년 4월에 준공하였다.

## 동호수
- 101동 - 1~20층(1~2호), 1~24층(3호), 1~24층(4호)
- 102동 - 1~27층(1호), 2~27층(2,3호), 1~27층(4호)
- 103동 - 1~24층(1호), 3~24층(2호), 1~24층(3호), 1~18층(4호)
- 104동 - 3~19층(1호), 1~22층(2호), 1~16층(3호), 1~16층(4호)
- 105동 - 1~23층(1호), 3~24층(4호)
- 106동 - 1~22층(1호), 1~24층(2~3호), 3~22층(4호)
- 107동 - 1~25층(1~4호)
- 108동 - 1~22층(1호), 1~16층(2~3호), 3~22층(4호)

## 편의 시설
- 스크린골프장
- 골프연습장
- 휘트니스 센터
- GX
- 요가룸
- 샤워장
- 사우나
- 도서관
- 팜카페
- 노인정
- 어린이집

## 교육
- 교방초등학교
- 회원초등학교
- 마산동중학교
- 마산여자중학교
- 마산의신여자중학교
- 합포고등학교
- 용마고등학교
- 경남전자고등학교

## 같이 보기
- 자이 (아파트)